# Индустрија хемијских производа
Индустрија хемијских производа је грана индустрије која се бави производњом хемијских једињења, гасова и др. Делимично се ослања на нафтну индустрију.

## Подела
Ова грана се може поделити на неколико сектора производње:
- производња индустријских гасова
  - Месер-Техногас, Београд, Криогас, Београд и др.
- производња неорганских хемикалија
  - Бриксол, Вршац, Галеника, Земун, Петрохемија (Панчево) и др.
- производња органских хемикалија
  - Бриксол, Вршац, Галеника, Земун, Петрохемија (Панчево) и др.
- производња експлозива
  - Трајал, Крушевац, Крушик, Ваљево и др.
- производња етеричних уља
  - Бриксол, Вршац, Екофарм, Краљево и др.
- производња туткала и желатина
  - Албо Тим, Ниш, Чар Д. О. О., Крагујевац, Хенкел-Србија, Београд, Тигар А. Д., Пирот и др.